# Dvaraka
Dvārākā (Dvarika, Dvāravatī, stad der poorten) was een heilige stad in het hindoeïsme, jaïnisme en boeddhisme, in de Golf van Cambay, voor de kust van de deelstaat Gujarat in India. De naam zou aan de stad gegeven zijn door Krishna, een belangrijke god in het hindoeïsme. Dvaraka was een van de Sapta Puri (zeven heilige steden) in het hindoeïsme.
Volgens de Mahabharata was de stad gelegen in het huidige Dwarka, vroeger Kushasthali, waarvan de vesting moest worden gerepareerd door de Yadava's. in dit epos is de stad beschreven als de hoofdstad van het koninkrijk Anarta. Volgens de Harivamsa lag de stad in het gebied van het Sindhu-koninkrijk.
In de hindoeïstische epiek en de purana's wordt Dvaraka Dvaravati genoemd, en is de stad een van de zeven Tirtha (pelgrims)oorden voor spirituele bevrijding. De andere zes zijn Mathura, Ayodhya, Kashi, Kanchipuram, Avantika (Ujjain) en Puri. 

## Dwarka
Koning Jarasant had Mathura 17 keer aangevallen. De broer van Krishna, Balarama, wilde een veilige plaats voor de inwoners vinden. Krishna had besloten aan de maker van het godenpaleis te vragen in één dag een stad te maken die de inwoners veiligheid bood. De maker vroeg aan de god van de zee om een groot eiland, en hij vroeg aan de goden Brahma, Vishnoe en Shiva om spirituele kracht, zodat hij de stad kon maken. Toen de stad klaar was, ging hij weer naar Krishna om te vragen hoe hij deze stad wilde noemen. Krishna zag dat de stad veel deuren had en daarom noemde hij haar Dwarka ("Poort"). Maar er was nog een reden: hij noemde haar Dwarka omdat ze ook voor de mensen op de aarde de poort naar de hemel was.

## Archeologie
Van 1983-1990 werden er door de Maritime Archeology Unit van India's National Institute of Oceanography (NIO) in Dwarka en Bet Dwarka onder water, aan de kust en verder van de kust, opgravingen uitgevoerd. Volgens S.R. Rao (overleden in 2013) bevestigt het archeologische bewijsmateriaal van de opgravingen het bestaan van een stadstaat met een aantal satelliet-steden in 1500 v.Chr. Volgens hem kan met redelijke zekerheid geconcludeerd worden dat deze verdronken stad Dvaraka is, zoals beschreven in de Mahabharata.
Er zijn meer dan 120 stenen ankers gevonden en mogelijk overblijfselen van een pier of havenhoofd.
Eind jaren 1990 deed S. Badrinaryan van het NIOT (National Institute of Ocean Technology) onderzoek in de Golf van Cambay verder naar het zuiden en vond 20-40 m onder water oude rivierbeddingen en structuren. Volgens Badrinaryan zou er sprake zijn van een prehistorische beschaving die de voorloper en het model was van de Harappa-beschaving. De structuur met rechte hoeken op een diepte van 120 voet, zou twee bij 5 mijl groot zijn en dateren van ten minste 10.000 jaar geleden, toen het zeepeil in de ijstijd steeg door smeltende gletsjers. 'Deze wonderlijke tweeling prehistorische metropool van Cambay bestond van ca. 13.000 tot ca. 3000 v.Chr., wat het tot de oudste en grootste stadsbeschaving maakt, niet alleen van Azië maar van de hele wereld. Het is ten minste 7500 jaar ouder dan de oudste Mesopotamische stadsbeschaving. Daarbovenop is er sterk bewijs voor de aanwezigheid van mensen van ten minste 31.000 v.Chr., die een grote tot op heden onbekende beschaving vormden, die overstroomd werd door de vloed, wat plaatselijke en globale vloedmythen geloofwaardig maakt.'
Volgens de Mausala Parva van de Mahabharata, was Arjuna ooggetuige van de overstroming van Dvaraka.
In Bet Dwarka, 30 km ten noorden van Dwarka, werd in de jaren 1980 archeologisch onderzoek gedaan. Er werden aardewerken potten en andere artefacten gevonden van de Laat-Harappa-periode bij Sidi Bawa Peer Dargah. In 1982 werd een 580 m lange verdedigingsmuur gevonden uit 1500 v.Chr., die na een zeestorm beschadigd en overstroomd zou zijn. De gevonden artefacten zijn onder meer een Laat-Harappa-zegel, een vaas met een inscriptie, een gietmal van een kopersmid en een koperen vishaak. Er werden scheepswrakken en stenen ankers gevonden, die verband kunnen houden met de historische handelsrelatie met de Romeinen.